# 小鼯鼠
小鼯鼠（学名：Petaurista elegans）为松鼠科鼯鼠属的动物。在中国大陆，分布于西藏、云南、四川等地，多生活于热带、亚热带森林。该物种的模式产地在爪哇。

## 亚种
- 小鼯鼠廓尔喀亚种（学名：Petaurista elegans gorkhali），Lindsay于1929年命名。在中国大陆，分布于西藏等地。该物种的模式产地在尼泊尔°N,84°8'E)]。[2]
- 小鼯鼠白斑亚种（学名：Petaurista elegans marica），Thomas于1912年命名。在中国大陆，分布于云南（南部）等地。该物种的模式产地在云南蒙自。[3]
- 小鼯鼠棕足亚种（学名：Petaurista elegans clarkei），Thomas于1922年命名。在中国大陆，分布于云南、四川等地。该物种的模式产地在云南澜沧江河谷°N)。[4]